# Feriha Öz
Ganime Feriha Öz (* 1933 in Kadıköy; † 2. April 2020) war eine türkische Pathologin und Professorin.

## Leben und Wirken
Feriha Öz machte 1951 ihren Schulabschluss an einer Mädchenschule. Ihr Medizinstudium absolvierte sie 1957 an der Universität Istanbul. Nach dem Medizinstudium arbeitete sie als Ärztin im staatlichen Gesundheitszentrum in Akdağmadeni. 1959 erhielt sie eine Stelle als wissenschaftliche Mitarbeiterin am Lehrstuhl für Pathologie der Universität Istanbul. Öz machte 1962 ihren Facharzt für Pathologie mit einer Arbeit über die Mitralklappenstenose. Von 1963 bis 1972 arbeitete sie als Pathologin an der Chirurgischen Klinik Cerrahpaşa.  Nachdem sie 1968 mit einer Arbeit über Histopathologische Veränderungen an der Niere durch Anästhesie mit Halothan und Äther zur Assistenzprofessorin ernannt worden war, erhielt sie 1976 eine volle Professur mit einer Habilitationsschrift über Veränderungen an Lymphknoten bei Kindern mit akzidenteller Thymus-atrophie. Sie lehrte bis zu ihrer Emeritierung im Jahr 2000 am Lehrstuhl für Pathologie und war Gründungsmitglied der Medizinischen Fakultät in Edirne und der Medizinischen Fakultät der Universität Haliç in Istanbul. 
In Buchform veröffentlichte Öz im Ruhestand 2005 einen anatomischen Atlas über Läsionen der Schilddrüse. Wissenschaftliche Artikel verfasste Öz u. a. für die Fachzeitschriften Yeni Tıp Alemi, Türk  Tıp Cemiyeti Mecmuası, Cerrahpaşa Tıp Bülteni, Journées Médicales du Proche et du Noyen Orient und Çağdaş Hekim.
Am 2. April 2020 starb Öz während der COVID-19-Pandemie in der Türkei an den Folgen einer SARS-CoV-2-Infektion. Der amtierende Gesundheitsminister kondolierte der Familie, und in zahlreichen türkischen Tageszeitungen erschienen Artikel über ihr Ableben.
Sie war verheiratet und hatte zwei Kinder.